# 温帯雨林

温帯雨林の分布

温帯雨林（おんたいうりん、英語: temperate rainforest）は、温帯の中で雨量の多い地域に形成される植生、またはその地域のことである。温帯降雨林とも呼ばれる。

## 発生のメカニズム
海に近い山岳地帯に温帯雨林ができる。
海から発生した水蒸気を含んだ雲が山脈にぶつかり、雲は低温度の上空へ押しやられ、降雨が発生する。

## 課題
しかし肥沃な温帯雨林は、人間による開拓（森林破壊）の標的になりがちである。現在に至っては、温帯雨林はすべての原生林のうち、3％しか存在しない。

## 世界の温帯雨林
- 北アメリカ

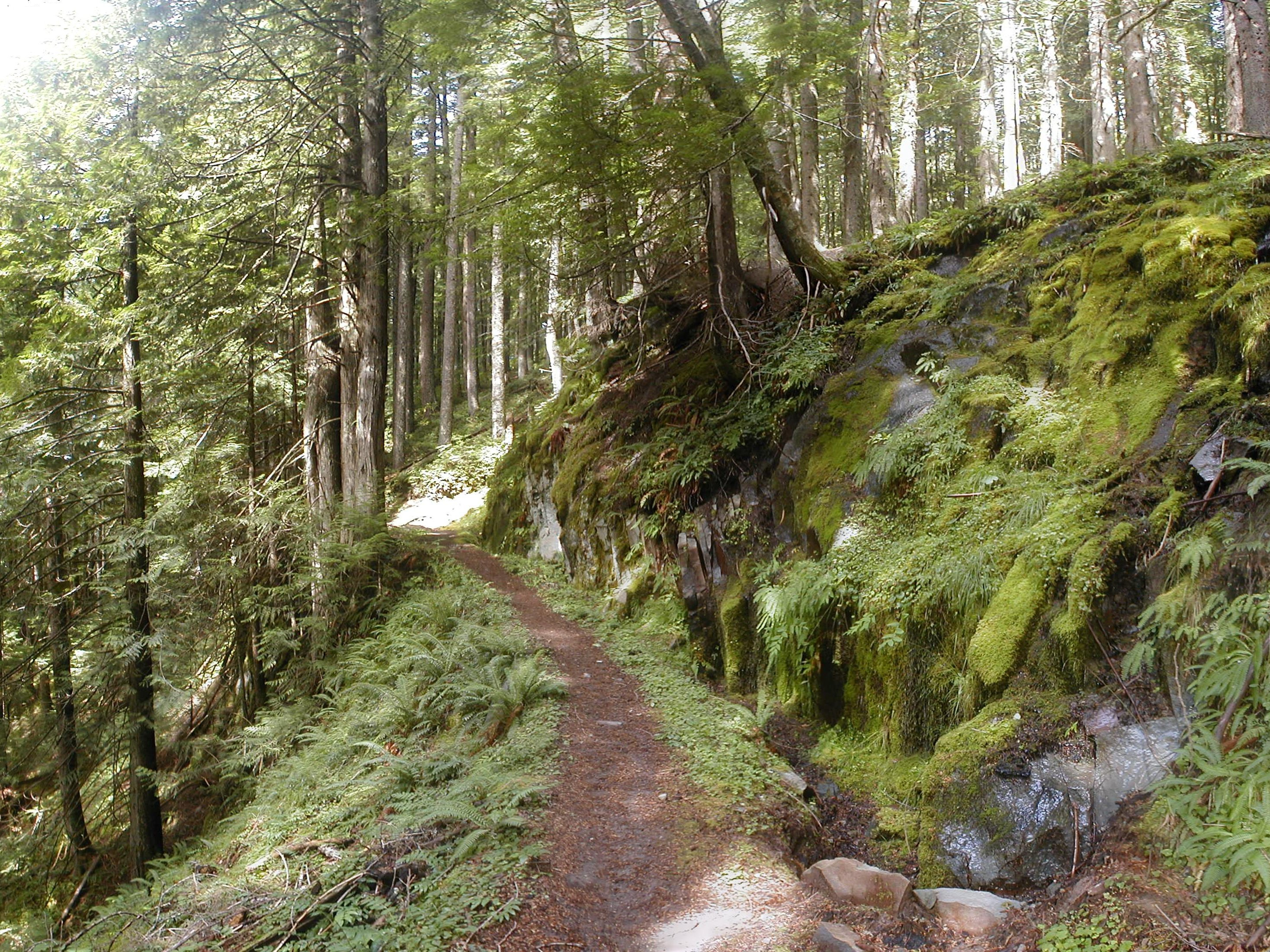
オレゴン州、マウント・フッドの温帯雨林

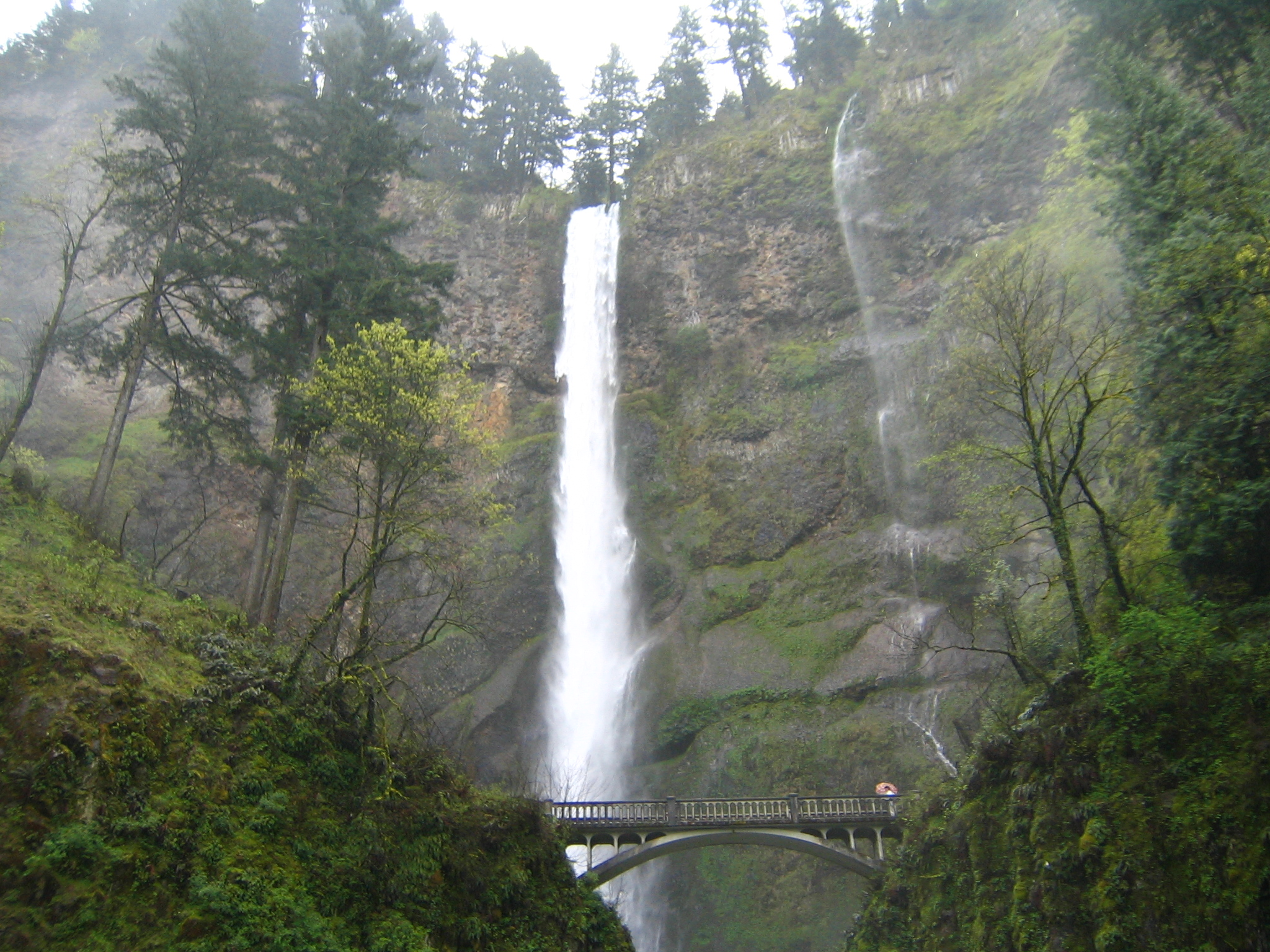
マウント・フッドのマルトノマ滝

  - en:太平洋岸温帯雨林アメリカ合衆国—カリフォルニア州・オレゴン州・ワシントン州、アラスカ州パンハンドル部、カナダ—ブリティッシュ・コロンビア州
- オーストラリア
  - タスマニア州（タスマニア原生地域）
  - ビクトリア州
  - ニューサウスウェールズ州・クイーンズランド州:世界遺産オーストラリアのゴンドワナ多雨林群
- アジア
  - 日本
    - 太平洋照葉樹林
    - 白神山地

  - 台湾:亜熱帯照葉樹林・山岳針葉樹林